# Arte para aprender la lengua mexicana
Arte para aprender la lengua mexicana è un dizionario di lingua nahuatl scritto in spagnolo da Andrés de Olmos. Venne scritto in Messico nel 1547, ma rimase sotto forma di manoscritto fino al 1875, quando fu pubblicato a Parigi da Rémi Siméon con il titolo di Grammaire de la langue nahuatl ou mexicaine. L'Arte di Olmos è il più antico dizionario Nahuatl conosciuto.
Come si era soliti fare con l'ortografia Nahuatl, Olmos non scrisse le occlusive glottidali sorde (saltillo), e non distinse rispetto alla lunghezza delle vocali. In ogni caso fu unico nel distinguere gli allofoni con o senza voce di /l/, scrivendo [ɬ] come lh.